# Fußball-Weltmeisterschaft 1974/Zaire
Dieser Artikel behandelt die zairische Fußballnationalmannschaft bei der Fußball-Weltmeisterschaft 1974.

## Qualifikation

### Erste Runde
| Togo  | - | Zaire | 0:0 |
| Zaire | - | Togo  | 4:0 |

### Zweite Runde
| Kamerun            | - | Zaire   | 0:1 |
| Zaire              | - | Kamerun | 0:1 |
| Entscheidungsspiel |   |         |     |
| Zaire              | - | Kamerun | 2:0 |

### Dritte Runde
| Ghana | - | Zaire | 1:0 |
| Zaire | - | Ghana | 4:1 |

### Finalrunde
| Sambia  | - | Zaire   | 0:2   |
| Zaire   | - | Sambia  | 2:1   |
| Zaire   | - | Marokko | 3:0   |
| Marokko | - | Zaire   | 0:2 1 |

## Zairisches Aufgebot
| Nummer / Name | Nummer / Name        | Damaliger Verein      | Geburtstag | Länderspiele |
| Torhüter      |                      |                       |            |              |
| 1             | Mwamba Kazadi        | Tout Puissant Mazembe | 06.03.1947 |              |
| 12            | Dimbi Tubilandu      | AS Vita Club          | 15.03.1948 |              |
| 22            | Otepa Kalambay       | Tout Puissant Mazembe | 12.11.1948 |              |
| Abwehr        |                      |                       |            |              |
| 2             | Mwepu Ilunga         | Tout Puissant Mazembe | 22.08.1949 |              |
| 3             | Mwanza Mukombo       | Tout Puissant Mazembe | 17.12.1945 |              |
| 4             | Tshimen Buhanga      | Tout Puissant Mazembe | 04.01.1949 |              |
| 5             | Boba Lobilo          | AS Vita Club          | 10.04.1950 |              |
| 11            | Babo Kabasu          | AS Bilima             | 04.03.1950 |              |
| 16            | Mialo Mwape          | Nyiki Lubumbashi      | 30.12.1951 |              |
| Mittelfeld    |                      |                       |            |              |
| 6             | Massamba Kilasu      | AS Bilima             | 22.12.1950 |              |
| 7             | Kamunda Tshinabu     | Tout Puissant Mazembe | 08.05.1946 |              |
| 8             | Mambwene Mana        | Imana Kinshasa        | 10.10.1947 |              |
| 9             | Kembo Uba Kembo      | AS Vita Club          | 27.12.1947 |              |
| 10            | Mantantu Kidumu      | Imana Kinshasa        | 17.11.1946 |              |
| 13            | Mulamba Ndaye        | AS Vita Club          | 04.11.1948 |              |
| 15            | Mafu Kibonge         | Imana Kinshasa        | 17.11.1946 |              |
| 17            | Kafula Ngoie         | Tout Puissant Mazembe | 11.11.1945 |              |
| Angriff       |                      |                       |            |              |
| 14            | Adelard Mayanga Maku | AS Vita Club          | 31.10.1948 |              |
| 18            | Mafuila Mavuba       | AS Vita Club          | 15.12.1949 |              |
| 19            | Ekofa Mbungu         | Imana Kinshasa        | 24.11.1948 |              |
| 20            | Kalala Ntumba        | AS Vita Club          | 07.01.1949 |              |
| 21            | Etepe Kakoko         | Imana Kinshasa        | 22.11.1950 |              |
| Trainer       |                      |                       |            |              |
|               | Blagoja Vidinić      |                       | 11.06.1934 |              |

## Spiele der zairischen Mannschaft

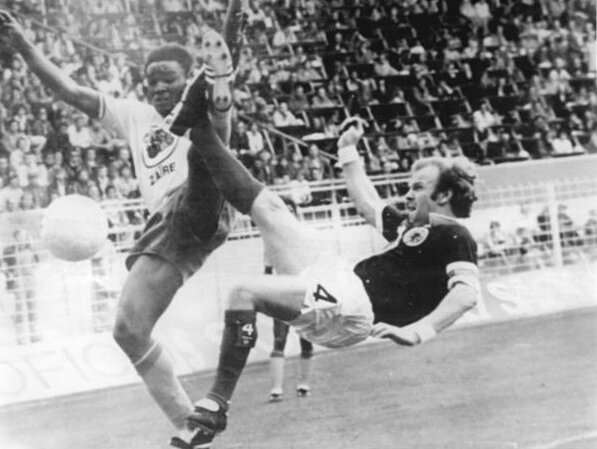
Maku Mayanga (links) und Billy Bremner (rechts) im Zweikampf

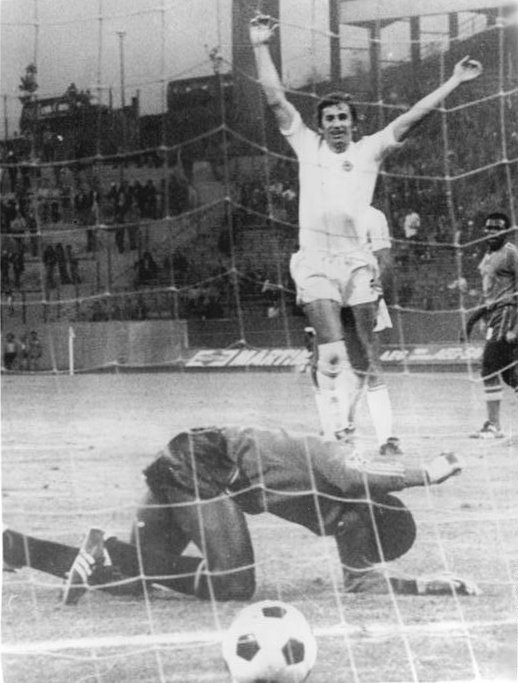
Branko Oblak erzielt das 7:0 gegen Zaires Torwart Dimbi Tubilandu

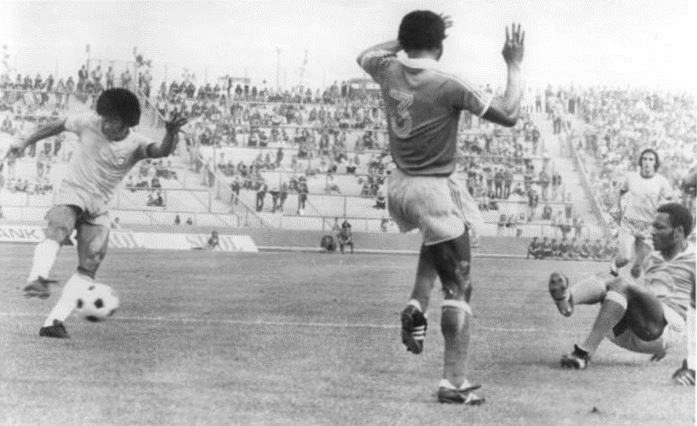
Mwanza Mukombo (Bildmitte) und Mafu Kibonge (rechts am Boden) verteidigen gegen Jairzinho

Wenig erbaulich waren auch die Vorstellungen der Mannschaften in Gruppe II – trotz des Weltmeisters Brasilien. Gegen Jugoslawien und Schottland erarbeiteten sich die enttäuschenden Brasilianer zwei torlose Remis und gegen Zaire einen wenig spektakulären 3:0-Erfolg. Da es auch zwischen Jugoslawien und Schottland beim 1:1 keinen Sieger gab, entschied das Torverhältnis um den Einzug in die Finalrunde. Hierbei schlug der 9:0-Kantersieg der Jugoslawen gegen Zaire durch, während die Schotten gegen die Schwarzafrikaner nur 2:0 siegten und heimfahren mussten.
- Zaire –  Schottland 0:2 (0:2)

Stadion: Westfalenstadion (Dortmund)
Zuschauer: 25.000
Schiedsrichter: Schulenburg (BR Deutschland)
Tore: 0:1 Lorimer (26.), 0:2 Jordan (34.)
- Jugoslawien –  Zaire 9:0 (6:0)

Stadion: Parkstadion (Gelsenkirchen)
Zuschauer: 20.000
Schiedsrichter: Delgado (Kolumbien)
Tore: 1:0 Bajević (8.), 2:0 Džajić (14.), 3:0 Šurjak (18.), 4:0 Katalinski (22.), 5:0 Bajević (30.), 6:0 Bogićević (35.), 7:0 Oblak (61.), 8:0 Petković (65.), 9:0 Bajević (81.)
- Zaire –  Brasilien 0:3 (0:1)

Stadion: Parkstadion (Gelsenkirchen)
Zuschauer: 35.000
Schiedsrichter: Rainea (Rumänien)
Tore: 0:1 Jairzinho (12.), 0:2 Rivelino (66.), 0:3 Valdomiro (79.)